# Jerzy Antoni Staroń

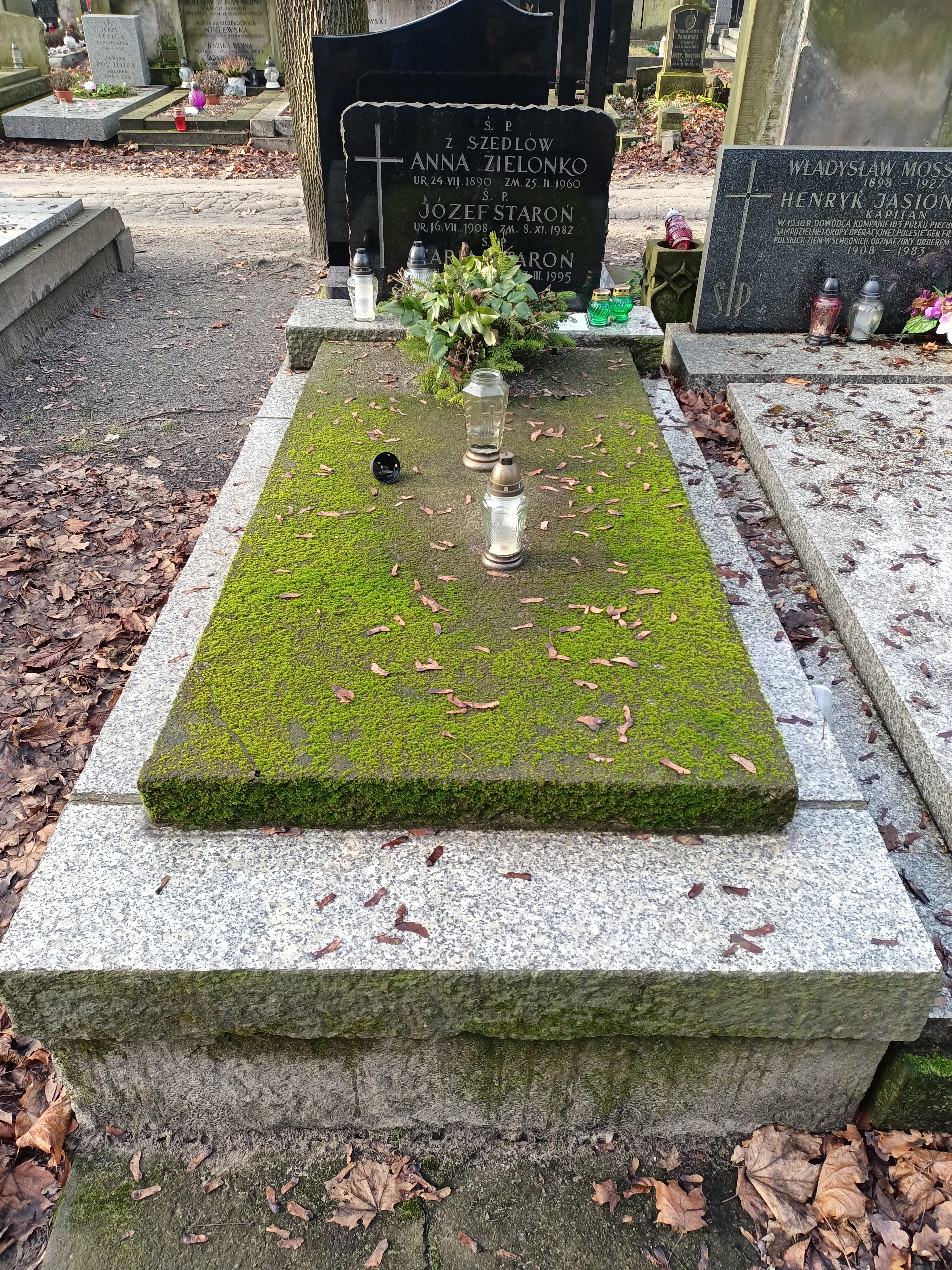
Nagrobek Jerzego Antoniego Staronia na cmentarzu Powązkowskim w Warszawie

Jerzy Antoni Staroń (ur. 1943, zm. 14 grudnia 2017) – polski dziennikarz, działacz sportowy, urzędnik państwowy.

## Życiorys
Był absolwentem VI Liceum Ogólnokształcącego im. Tadeusza Reytana w Warszawie (1961) oraz Instytutu Geografii Ekonomicznej Uniwersytetu Warszawskiego. Jako dziennikarz piastował między innymi funkcję kierownika warszawskiego oddziału dziennika „Sport”. Był także wieloletnim rzecznikiem prasowym Głównego Komitetu Kultury Fizycznej i Sportu. Był również szefem narodowej reprezentacji Polski w piłce nożnej, sekretarzem Rady Kultury Fizycznej przy Prezydencie RP, dyrektorem Departamentu Prezydialnego Urzędu Kultury Fizycznej i Turystyki oraz dyrektorem wykonawczym Pierwszej Ligi Polskiej. Był aktywnym działaczem Polskiego Związku Piłki Nożnej. Pełnił również funkcję doradcy prezesa klubu piłkarskiego Legia Warszawa.
Zmarł 14 grudnia 2017 i został pochowany na cmentarzu Powązkowskim w Warszawie (kw. 301-5-9).